# Washington (Vermont)
Washington ist eine Town im Orange County des Bundesstaates Vermont in den Vereinigten Staaten mit 1032 Einwohnern (laut Volkszählung von 2020).

## Geografie

### Geografische Lage
Washington liegt zentral im Orange County. Auf dem Gebiet der Town befinden sich nur wenige, kleine Seen. Zuflüsse der Flüsse Waits River, Winooski River und White River durchfließen die Town in nördliche, bzw. südöstliche Richtung. Die Oberfläche ist hügelig. Die höchste Erhebung ist der 719 m hohe, im Südwesten gelegene Michigan Hill.

### Nachbargemeinden
Alle Entfernungen sind als Luftlinien zwischen den offiziellen Koordinaten der Orte aus der Volkszählung 2010 angegeben.
- Norden: Orange, 8,9 km
- Osten: Corinth, 15,7 km
- Süden: Vershire, 11,4 km
- Südwesten: Chelsea, 5,0 km
- Westen: Williamstown, 13,3 km
- Nordwesten: Barre, 6,9 km

### Klima
Die mittlere Durchschnittstemperatur in Washington liegt zwischen −9,44 °C (15 °Fahrenheit) im Januar und 18,3 °C (65 °Fahrenheit) im Juli. Damit ist der Ort gegenüber dem langjährigen Mittel der USA um etwa 9 Grad kühler. Die Schneefälle zwischen Mitte Oktober und Mitte Mai liegen mit mehr als zwei Metern etwa doppelt so hoch wie die mittlere Schneehöhe in den USA. Die tägliche Sonnenscheindauer liegt am unteren Rand des Wertespektrums der USA, zwischen September und Mitte Dezember sogar deutlich darunter.

## Geschichte
Der Grant für Washington wurde am 6. November 1780 durch die Vermont Republic ausgerufen. Vergeben wurde der Grant am 25. Oktober 1781 an Major Elisha Burton und weitere. Das Gebiet war bereits im Jahr 1770 zur Besiedlung durch den königlichen Gouverneur von New York unter dem Namen Kingsland im County Gloucester ausgerufen worden. Jedoch fand keine Besiedlung zu dem Zeitpunkt statt. Dennoch sollte Kingsland County Seat werden und ein Gefängnis wurde im Zentrum des heutigen Washington am Jail River gebaut.
Das Gebiet der Town wurde 1784 vermessen und die Besiedlung startete im Jahr 1785. Der erste Siedler war Daniel Morse. Am 1. März 1792 fand die konstituierende Versammlung der Town statt und die Town wurde organisiert. Die wirtschaftliche Grundlage der Town war, wie in vielen anderen Towns von Vermont, die Farmwirtschaft inklusive der Holzwirtschaft. Die Flüsse boten gute Standorte für Mühlen. Mit dem Erreichen der Eisenbahn wurden auch Käsereien gebaut. Die Bahnstrecke Websterville–East Barre sollte bis nach Washington führen, jedoch fand sich dafür kein Geldgeber.

### Einwohnerentwicklung
| Jahr      | 1700 | 1710 | 1720 | 1730 | 1740 | 1750 | 1760 | 1770 | 1780 | 1790 |
| --------- | ---- | ---- | ---- | ---- | ---- | ---- | ---- | ---- | ---- | ---- |
| Einwohner |      |      |      |      |      |      |      |      |      | 72   |
| Jahr      | 1800 | 1810 | 1820 | 1830 | 1840 | 1850 | 1860 | 1870 | 1880 | 1890 |
| Einwohner | 500  | 1040 | 1160 | 1374 | 1359 | 1348 | 1249 | 1113 | 922  | 820  |
| Jahr      | 1900 | 1910 | 1920 | 1930 | 1940 | 1950 | 1960 | 1970 | 1980 | 1990 |
| Einwohner | 820  | 762  | 660  | 697  | 730  | 650  | 565  | 667  | 855  | 937  |
| Jahr      | 2000 | 2010 | 2020 | 2030 | 2040 | 2050 | 2060 | 2070 | 2080 | 2090 |
| Einwohner | 1047 | 1039 | 1032 |      |      |      |      |      |      |      |

## Wirtschaft und Infrastruktur

### Verkehr
Zentral in nordsüdlicher Richtung führt die Vermont State Route 110 durch die Town von Barre im Norden nach Tunbridge im Süden. In Washington gibt es keinen Bahnhof, der nächste befindet sich in Randolph oder Montpellier.

### Öffentliche Einrichtungen
Es gibt kein Krankenhaus in Washington. Das Central Vermont Medical Center in Berlin ist das nächstgelegene Krankenhaus.

### Bildung
Washington gehört zum Orange North Supervisory Union. In Washington befindet sich die Washington Village School mit Klassen von Pre-Kindergarten bis zum sechsten Schuljahr.
Die Calef Memorial Library befindet sich an der Vermont Route 110. Das Gebäude ist eine Schenkung von Ira C. Calef, der in seinem Testament im Jahr 1917 der Town $12.000 für den Bau einer Bibliothek vermachte. Zudem einen weiteren Betrag in Höhe von $3.000, wenn Granit an der Außenseite verbaut würde. Aus Granit ist jedoch nur das Schild mit der Aufschrift: „CALEF Library 1919“. Gegründet wurde die Bibliothek bereits 1896 als Washington Town Library.